# Will Hare
Will T. Hare (* 30. März 1916 in Elkins, West Virginia; † 31. August 1997 in New York City) war ein US-amerikanischer Schauspieler.

## Leben
Will Hare kam in den späten 1930er Jahren nach New York. Er arbeitete dort mehrere Jahre unter anderem als Tellerwäscher oder Liftboy, bis er Anfang 1944 Auftritte als „jugendlicher Held“ am Broadway in den Stücken Suds in Your Eye von Jack Kirkland und Only the Heart von Horton Foote hatte. Danach spielte er weiterhin Theater, so ging er mit dem Stück Die Glasmenagerie auf Tour, sprach Seifenopern im Radio und hatte Auftritte in Fernsehserien. 1953 stand er neben Lillian Gish und Eva Marie Saint in The Trip to Bountiful, ebenfalls von Horton Foote, am Broadway auf der Bühne. 1956 hatte er sein Filmdebüt in Der falsche Mann von Alfred Hitchcock. Trotzdem konnte er bald nicht mehr von seiner Schauspielerei leben und arbeitete zunächst als Möbelpacker. Später gründete er zwei erfolgreiche Restaurants und vernachlässigte darüber die Schauspielerei.
Anfang 1972 übernahm er die Hauptrolle des Dylan Thomas in einer erfolgreichen Neuaufführung des Stücks Dylan von Sidney Michaels. Durch diese Rolle, für die Alec Guinness 1964 einen Tony gewonnen hatte, erhielt er viel Kritikerlob. Im folgenden Jahr übernahm er in dem Stück Crystal and Fox von Brian Friel eine weitere Hauptrolle am Off-Broadway. In den nächsten Jahren war er in Fernsehserien wie Starsky & Hutch, Die Straßen von San Francisco, Die Sieben-Millionen-Dollar-Frau, Lou Grant oder Dallas zu sehen und später auch in Filmen wie Der Himmel soll warten, The Rose, Der elektrische Reiter, Ninja, die Killer-Maschine, Der Flieger oder Zurück in die Zukunft. Er ist auf den Covers mehrerer Versionen des Spiels Chessmaster abgebildet.
Will Hare, einer der Mitbegründer des Actors Studio, brach dort Ende August 1997 bei einer Probe zusammen und starb kurz darauf in einem New Yorker Krankenhaus an einem Herzinfarkt.

## Filmografie (Auswahl)
- 1956: Der falsche Mann (The Wrong Man)
- 1962,1964: Preston & Preston (The Defenders, Fernsehserie, 2 Folgen, 2 Rollen)
- 1972: Banacek (Fernsehserie, Folge 1x05)
- 1972: Die Wirkung von Gammastrahlen auf Ringelblumen (The Effect of Gamma Rays on Man-in-the-Moon Marigolds)
- 1975: Baretta (Fernsehserie, Folge 1x10)
- 1976: Starsky & Hutch (Fernsehserie, Folge 1x15)
- 1976: Delvecchio (Fernsehserie, Folge 1x04)
- 1977: Die Straßen von San Francisco (The Streets of San Francisco, Fernsehserie, Folge 5x14)
- 1977: Die Sieben-Millionen-Dollar-Frau (The Bionic Woman, Fernsehserie, Folge 3x02)
- 1978: Der Himmel soll warten (Heaven Can Wait)
- 1979: The Rose
- 1979: Der elektrische Reiter (The Electric Horseman)
- 1981: Ninja, die Killer-Maschine (Enter the Ninja)
- 1981: Tanz in den Wolken (Pennies from Heaven)
- 1982: Lou Grant (Fernsehserie, Folge 5x11)
- 1982: The Greatest American Hero (Fernsehserie, Folge 2x15)
- 1983: Dallas (Fernsehserie, Folge 7x07)
- 1984: Die unglaublichen Geschichten von Roald Dahl (Tales of the Unexpected, Fernsehserie, Folge 7x05)
- 1984: Ein Duke kommt selten allein (The Dukes of Hazzard, Fernsehserie, Folge 7x01)
- 1985: Der Flieger (The Aviator)
- 1985: Zurück in die Zukunft (Back to the Future)
- 1985: California Clan (Santa Barbara, Fernsehserie, 2 Folgen)
- 1987: Liebe, Lüge, Leidenschaft (One Life to Live, Fernsehserie, eine Folge)
- 1992: Ich & Veronika (Me and Veronica)